# Polyophthalmus pictus
Polyophthalmus pictus är en ringmaskart som först beskrevs av Félix Dujardin 1839.  Polyophthalmus pictus ingår i släktet Polyophthalmus och familjen Opheliidae. Arten har ej påträffats i Sverige. Inga underarter finns listade i Catalogue of Life.